# Эластин
Эласти́н — белок соединительной ткани, обладающий эластичностью.

## Состав

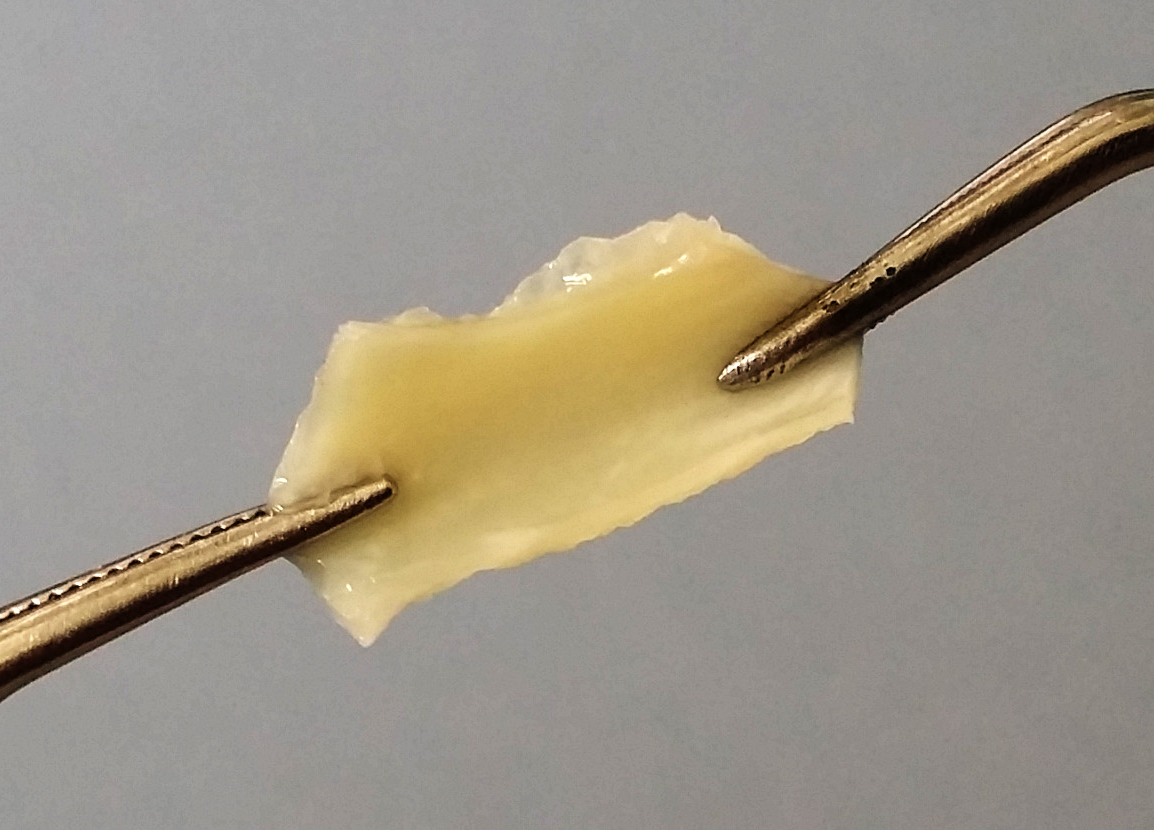
Эластин, выделенный из стенки аорты коровы

Эластин является фибриллярным белком с молекулярной массой около 68 кДа. Данный белок содержит около 27 % глицина, 19 % аланина, 10 % валина, 4,7 % лейцина. Наличие большого количества гидрофобных радикалов препятствует созданию стабильной глобулы, в результате полипептидные цепи эластина не формируют регулярные вторичную и третичную структуры.

## Синтез
Эластин у млекопитающих кодируется геномом ELN и синтезируется фибробластами. Синтез эластина начинается в фибробластах с образования предшественника эластина — белка тропоэластина. Тропоэластин - растворимый мономер, гидрофильные участки которого обогащены остатками лизина. В межклеточном матриксе при участии медьзависимой лизилоксидазы остатки лизина окисляются до аллизина, которые формируют поперечные сшивки, стабилизирующие молекулу эластина. В результате других посттрансляционных модификаций остатков лизина в составе молекул эластина также появляются нетипичные аминокислоты десмозин и изодесмозин, способные входить в состав нескольких пептидных цепей одновременно. За счет этого эластиновые нити объединяются в сетку прочными ковалентными связями.

## Расщепление
Для эластина характерны нерастворимость, высокая стабильность и низкая скорость метаболизма. Большинство протеиназ неспособны расщеплять эластин. В расщеплении эластина при перестройках соединительной ткани участвует эластаза полиморфноядерных лейкоцитов, эндопептидаза, которая преимущественно расщепляет связи, образованные карбоксильными группами алифатических аминокислот. Она активна в слабощелочной среде (рН 7,5—8,5) и гидролизует во внеклеточном пространстве не только эластин, но и другие белки — протеогликаны, гемоглобин, коллаген, иммуноглобулины. Активность эластазы ингибирует белок α1-антитрипсин (α1-АТ). Наибольшее количество α1-АТ синтезируется печенью и находится в крови. В тканях α1-АТ синтезируется макрофагами.
При переваривании мясной пищи эластин гидролизуется ферментом поджелудочной железы панкреатической эластазой.

## Функции в организме
Эластин наряду с коллагеном и некоторыми другими фибриллярными белками находится в межклеточном веществе (матриксе) соединительной ткани, формируя трехмерную сеть белковых волокон. Эта сеть не только важна для механической прочности ткани, но также обеспечивает контакты между клетками, формирует пути миграции клеток, вдоль которых они могут перемещаться (например, при эмбриональном развитии), изолирует разные клетки и ткани друг от друга (например, обеспечивает скольжение в суставах).
Эластин выполняет важные функции в органах, подверженных постоянному растяжению и сжатию, например, в артериях, лёгких, коже, сухожилиях, различных сфинктерах. Эластиновые и коллагеновые волокна помогают органам восстанавливать исходные размеры после растяжения, например, при защемлении кожи или после опустошения мочевого пузыря. При снижении образования десмозинов (или их отсутствии) поперечные сшивки между волокнами эластина образуются в недостаточном количестве или не образуются вообще. Вследствие этого у эластических тканей снижается предел прочности на разрыв и появляются такие нарушения, как истончённость, вялость, растяжимость, то есть утрачиваются их резиноподобные свойства. Клинически такие нарушения могут проявляться кардиоваскулярными изменениями (аневризмы и разрывы аорты, дефекты клапанов сердца), частыми пневмониями и эмфиземой лёгких. При нарушении синтеза эластина в организме в результате мутации гена ELN развивается наследственное заболевание артерий — суправульвулярный аортальный стеноз (supravalvular aortic stenosis, SVAS).